# Jata-mukuta

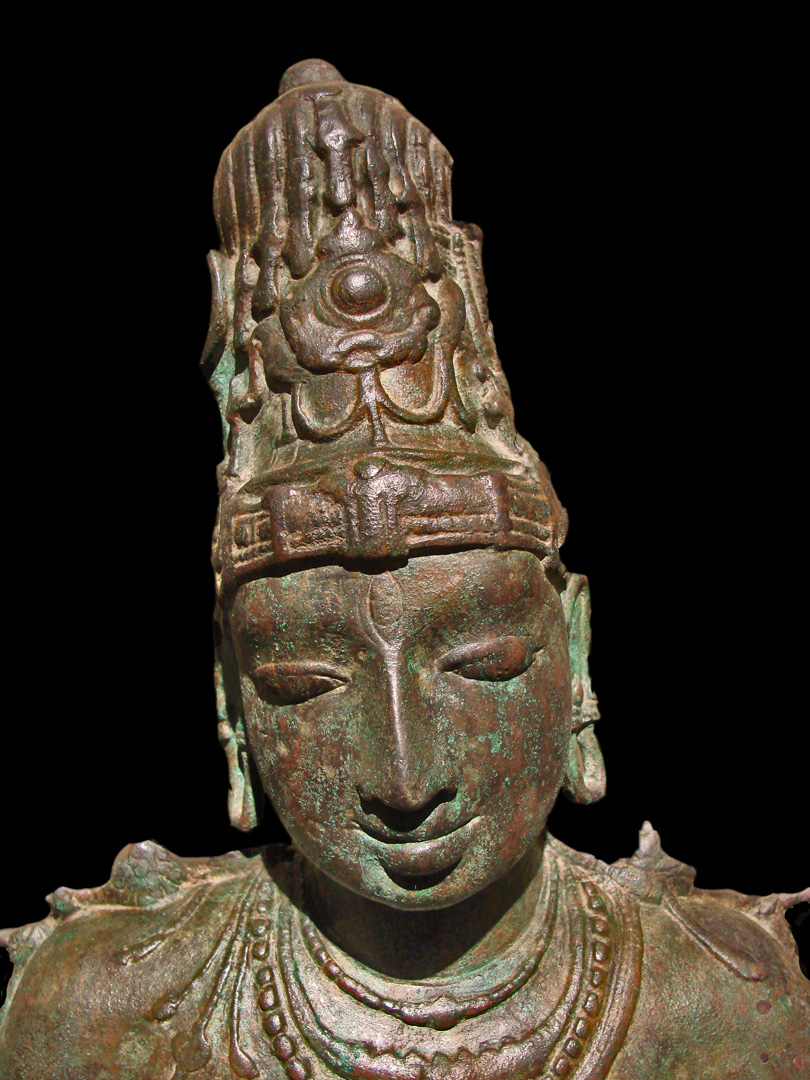
Tête de Shiva avec une coiffure appelée jaṭā-mukuṭa

Jata-mukuta (IAST jaṭā-mukuṭa ou makuṭa) est un mot issu du sanskrit qui  désigne le chignon (jaṭā), caractérisant les ascètes dans l’art indien, en particulier Śiva, mais aussi Brahmā, voire Pārvatī pratiquant l’ascèse, tressé en couronne ou orné d’un diadème (mukuṭa).
Outre le jaṭā-mukuṭa, Śiva peut aussi porter ses tresses (jaṭa) déliées (jaṭābhāra), notamment quand il est représenté comme ascète-mendiant (bhikṣāṭana (en)), ou en cercle (jaṭā-maṇḍala), en tant que Bhairava, ou virevoltantes (jaṭā-kalāpa), comme Naṭarāja.

Chez Siva, sa chevelure est le symbole du lieu de naissance du Gange. L'histoire raconte que c'est le roi Bhageeratha qui, cherchant la prospérité pour la terre, implora la déesse Akash Ganga (en). Le roi fut exaucé mais la déesse crût que les flots du Gange submergeraient la terre, c'est pourquoi elle les mit dans la coiffe d'un dieu : Shiva. Ce dernier libéra ensuite le fleuve de ses cheveux, mais il est toujours raconté que la source de ce fleuve sacré est dans le jata de Siva .
Il y a principalement deux autres formes de  mukuṭa : le kirīṭa-mukuṭa, en forme de tiare et ornée d’un diadême, caractéristique de Viṣṇu et le karaṇḍa-mukuṭa, en forme de panier renversé, porté principalement par les déesses ou les jeunes hommes, tels que Kārttikeya.  

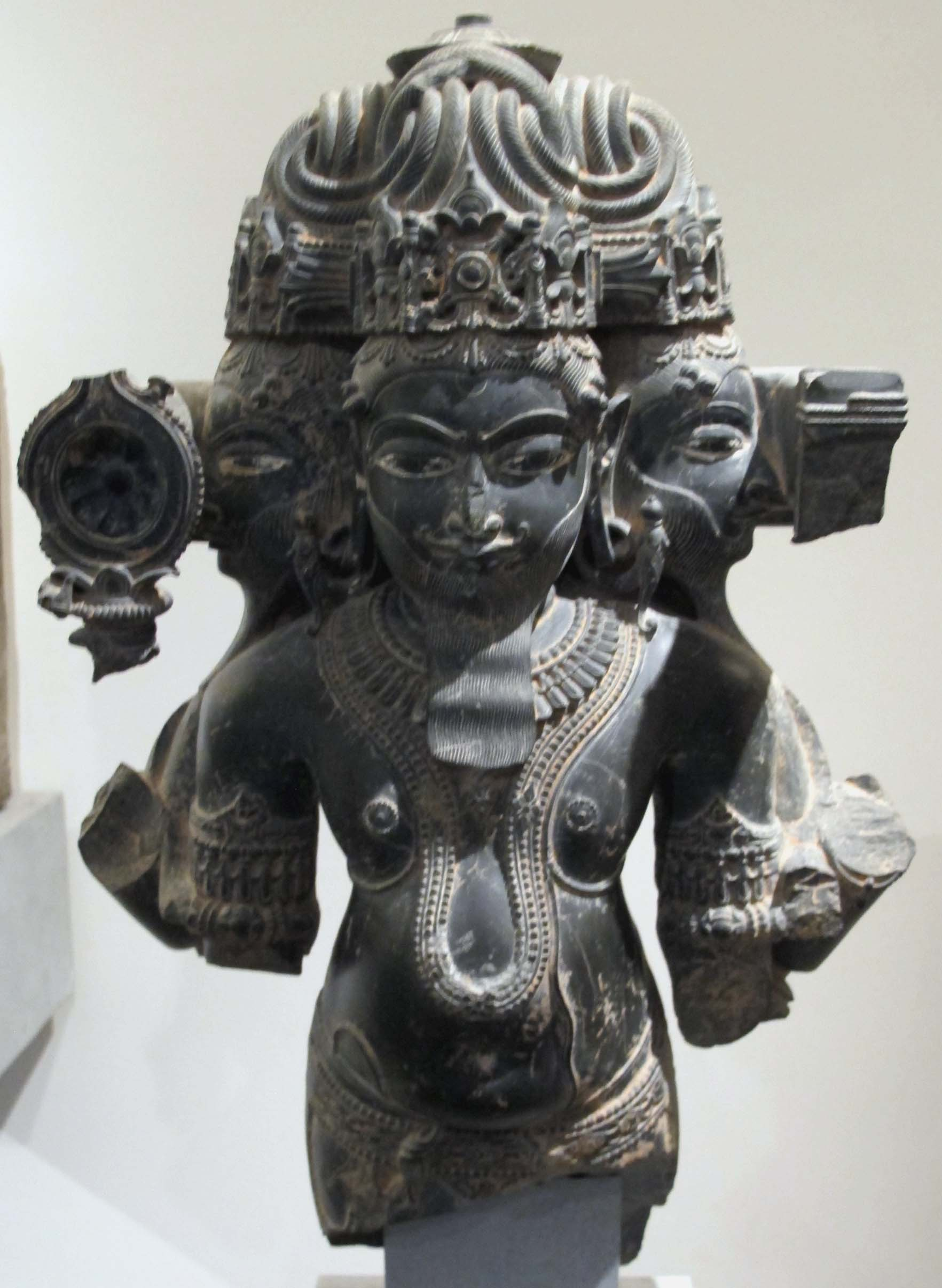
Têtes de Brahmā à coiffure jaṭā-mukuṭa.
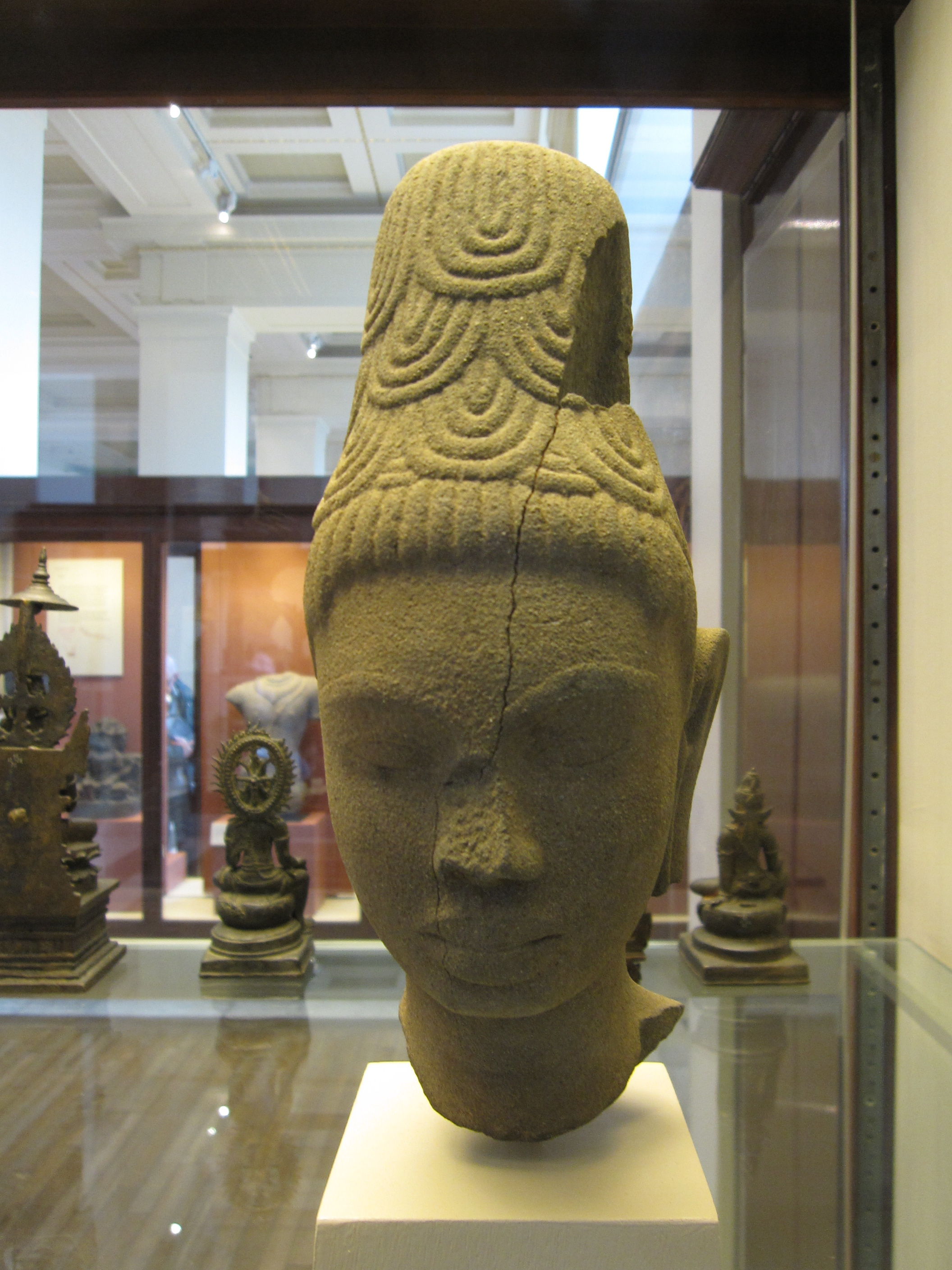
Pārvatī à coiffure jaṭāmukuṭa.

## Sources
- Gösta Liebert, Iconographic Dictionary of the Indian Religions, Hinduism-Buddhism-Jainism. 1976, p. 111-112
- Pratima Kosha. Descriptive Glossary of Indian Iconography. Vol.2, p. 233-236